# Kéklebenyes hokkó
A kéklebenyes hokkó (Crax alberti) a madarak osztályának tyúkalakúak (Galliformes) rendjébe és a hokkófélék (Cracidae) családjába tartozó faj.

## Előfordulása
Kolumbia északi részén, szétszórtan, kis területeken honos. A természetes élőhelye szubtrópusi vagy trópusi éghajlati övben található síkvidéki esőerdők.

## Megjelenése
Átlagos testhossza 83-93 centiméter. A tollazata fekete és fényes, kivéve a farktolláinak a hegye és a hasa, ami fehér, a csőre kék.

## Külső hivatkozások
- Képek az interneten a fajról
- Internet Bird Collection - videók a fajról